# Уорд, Мэри (монахиня)
Мэ́ри Уо́рд (англ. Mary Ward; 23 января 1585[…], Newby with Mulwith, Королевство Англия — 30 января 1645[…], Heworth, Королевство Англия) — английская католическая монахиня, основательница конгрегации Иисуса и института Пресвятой Девы Марии (монахини института известны как сёстры Лорето); обе организации посвящены основанию школ и обучению. 19 декабря 2009 года папа Бенедикт XVI объявил Уорд досточтимой.

## Биография
Родилась в сложное и опасное время для католиков в Англии. Два её дяди участвовали в Пороховом заговоре. В 1595 году дом семьи сожгли во время антикатолического бунта; дети, которые в то время молились, были вытащены отцом. В 1599 году переехала в дом сэра Ральфа Бабторпа в Осгодби, Селби. В 15 лет Уорд поняла, что хочет посвятить жизнь религиозному служению, и поступила в монастырь клариссинок в Сент-Омер на севере Франции, а затем послушницей жила в Испанских Нидерландах. В 1606 году основала новый монастырь ордена специально для англичанок в Гравлине.